# Male Srakane (île)
Pour l’article homonyme, voir Male Srakane (Mali Lošinj).
Vele Srakane est une île de la mer Adriatique appartenant à la Croatie. Elle se situe au sud de Vele Srakane. Elle a une superficie de 0.605km2 pour une population en 2011 de 2 habitants.